# Thomasomys niveipes
El ratón montañero patiblanco (Thomasomys niveipes) es una especie de roedor de la familia Cricetidae, endémica de Colombia.

## Descripción
La longitud del cuerpo con la cabeza alacanza entre 11 y 13,5 cm y la de la cola entre 11,5 y 13,3 cm. Pesa entre 26 y 44 g. Su pelaje es denso y largo, de color marrón grisáceo, con el pelo gris en la base y amarillo en las puntas. El pelaje de vientre es más claro. La superficie dorsal del pie es completamente blanca. La cola es generalmente bicolor, marrón en el dorso y crema ventralmente.

## Distribución geográfica
Se limita a la Cordillera Oriental de los Andes, en el centro de Colombia, en los departamentos de Boyacá y Cundinamarca y a altitudes entre los 2550 a 3500 m s. n. m.

## Hábitat
Esta especie es terrestre y su hábitat preferido es el páramo. Vive también en el bosque andino. Su dieta se compone de hojas jóvenes y otras partes verdes de las plantas. No se adapta bien en áreas herbáceas no naturales creadas para pastos.